# やぎの花火大会
京都南丹市花火大会（きょうとなんたんしはなびたいかい）とは、毎年8月14日（荒天の場合は延期の可能性あり）に開催される京都府南丹市八木地区の花火大会である。正式な大会名称は第○○回京都南丹市花火大会（○部は開催回数、2022年は第76回）。

## 概要
戦後の1947年（昭和22年）、敗戦による人々の希望の見えないどん底の生活に夢を与えるために始まった。お盆の空を彩る豪華な花火と、それを背景に大堰川に流される約千個の灯ろうが真夏の情緒を誘う。大会当日は、南丹市内だけでなく、亀岡市や京都市からの見物客に加えお盆の帰省客もあって多くの人出で賑わう。

### 年表
- 2014年(平成26年)の第68回花火大会より花火大会の名称がやぎの花火大会から、京都南丹市花火大会に変更になった。

- 2019年(令和元年)の第73回花火大会は台風10号の接近に伴う暴風雨のため中止となった。花火大会が中止になったのは1947年の開始以来初の出来事であった。

- 2020年(令和2年)の第74回花火大会～2022年(令和4年)の第76回花火大会はともに新型コロナウイルス感染症の感染拡大防止のため中止となった。

2019年を含め4年連続の開催中止となり、令和に改元後、花火大会が1度も執り行われない事態となっている。

### 会場
- 京都府南丹市八木地区 大堰川河川敷（JR八木駅から徒歩5分）

### 打上玉数
- 約5,000発
打ち上げ花火やナイアガラなど多彩な花火が披露される。特にフィナーレは、間断なく打ち上げられる花火が空を埋め尽くし、昼間のような明るさに包まれる。